# Garfield (Washington)
Pour les articles homonymes, voir Garfield.
Garfield est une ville située dans le comté de Whitman dans l'État de Washington, aux États-Unis. Elle comptait 597 habitants au recensement de 2010.